# جون كورتيس (لاعب كرة قدم بريطاني)
جون كورتيس (بالإنجليزية: John Curtis)‏ (2 سبتمبر 1954 في المملكة المتحدة - ) هو لاعب كرة قدم بريطاني في مركز الدفاع. لعب مع بلاكبيرن روفرز ونادي بلاكبول وويغان أتلتيك ونادي موركامب.